# Ellen Lundberg-Nyblom
Ellen Emilia Lundberg-Nyblom, född Nyblom 15 april 1869 i Uppsala församling, död 19 december 1933 i Oscars församling i Stockholm, var en svensk författare och översättare.

## Biografi
Nyblom var dotter till författarna Carl Rupert Nyblom och Helena Nyblom samt yngre syster till Carl Göran Nyblom och äldre syster till Sven Nyblom, Knut Nyblom, Lennart Nyblom och Holger Nyblom.
Hon var från 1893 gift med skulptören och konstprofessorn Theodor Lundberg (1852–1926). De hade sönerna Holger (1897-1981) och Bengt (1900–1972).
Ellen Lundberg-Nyblom bedrev 1888–1889 målarstudier i Paris och var periodvis bosatt i Italien. Efter att en tid ha verkat som översättare gjorde hon 1895 författardebut med diktsamlingen Lyriska stämningar och gav därefter ut flera diktsamlingar, noveller, barnböcker, memoarer och en roman. 1894 belönades hon med Svenska Akademiens mindre pris.
Hon utförde även målningar. Hon är begravd på Uppsala gamla kyrkogård.

### Varia
- Bland italienare : intryck och upplefvelser. Stockholm: Wahlström & Widstrand. 1907. Libris 1615567
- Några intryck af Giosuè Carduccis person : med 3 bilder. Stockholm. 1907. Libris 2875081
- Från Fyrisån till Capris klippor. Stockholm: Geber. 1931. Libris 10229862. https://runeberg.org/caprikli/
- Från Norrström till Arno : nya minnen. Stockholm: Geber. 1932. Libris 730071
- Om barn. Stockholm: Geber. 1933. Libris 1348346

### Redaktörskap
- Villers, Alexander v (1919). Brev från en obekant : Alexander v. Villers och hans korrespondenter / en bearbetning av de tyska originalbreven av Ellen Lundberg-Nyblom. Stockholm: Geber. Libris 1660991

### Översättningar (urval)
- Edmondo De Amicis: Kamrater : en skolhistoria (Seligmann, 1888)
- Anton Giulio Barrili: På omvägar: berättelse (Klemmings antikvariat, 1891)
- Matilde Serao: Luftslott: Napolitansk sedeskildring (Geber, 1892)
- Edmondo de Amicis: Från hemmets och skolans verld: berättelser (Seligmann, 1892)
- Alexander von Villers: Brev från en obekant: Alexander v. Villers och hans korrespondenter (Geber, 1919)
- Benvenuto Cellini: Benvenuto Cellinis liv skildrat av honom själv (Wahlström & Widstrand, 1927)